# Xã Oakdale, Quận Washington, Illinois
Xã Oakdale (tiếng Anh: Oakdale Township) là một xã thuộc quận Washington, tiểu bang Illinois, Hoa Kỳ. Năm 2010, dân số của xã này là 594 người.